# Guido Bonati
Guido Bonati, italijanski matematik, astrolog in pedagog, * 1223, † 1300.
1. ↑  Record #100944094 // Gemeinsame Normdatei — 2012—2016.
2. ↑  Nacionalna zbirka normativnih podatkov Češke republike